# آل حميد (أسرة)
آل حُمَيْدْ أو آل عُرَيْعِر(أ) هي أسرةٌ حاكمة تُنسب لها زعامة بني خالد في الأحساء. وحكمت الأحساء في فترتهم الأولى ما بين (1080 – 1210هـ = 1669 – 1796م) ثم سقطت لآل سعود، وعادت الأسرة إلى السُّلطة بعد سقوط الدولة السعودية الأولى مرة أخرى على يد إبراهيم باشا واستمرت ما بين (1234 – 1245 = 1819 – 1830م) ثم سقطت لآل سعود مرة أخرى.

## النَّسب

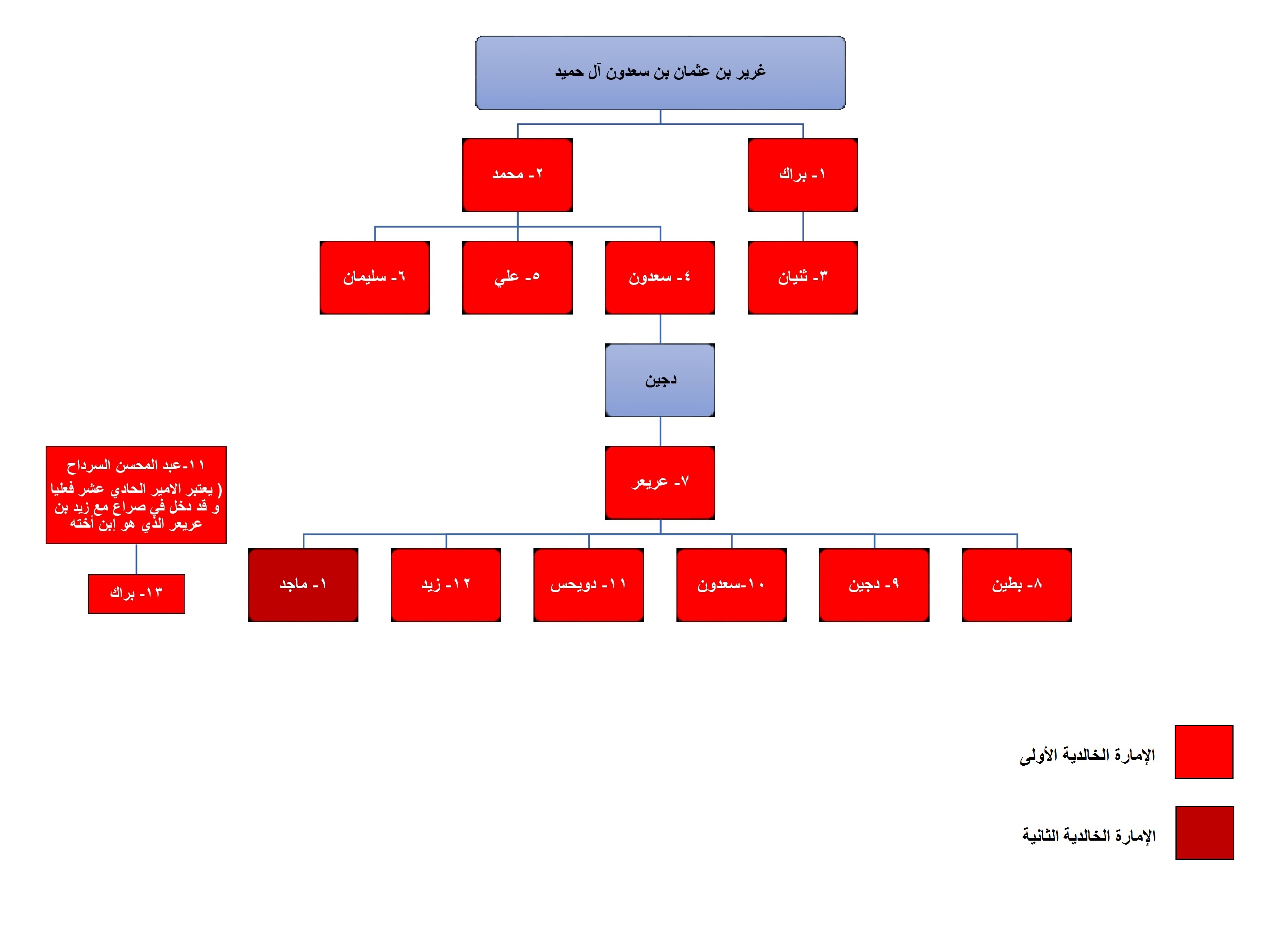
مشجرة بحكام وأمراء آل حُميد

آل حُمَيْد هم ذرية عُثمان بن مسعود(ب) بن ربيعة بن حُمَيد واشتهروا باسم جدهم حميد، وتشير المصادر البُرتُغالية إلى شيخ يُدعى حُميد خلال أحداث احتلال البحرين سنة 927 ه‍ـ الموافقة لسنة 1521 م وينسبه المؤرخين إلى جد آل حميد حيث تولى حميد قيادة الجيش بعد مقتل السُّلطان مقرن بن زامل أثناء القتال ما جعل مكانة بني خالد تزداد مع الوقت لوصول جد آل حميد إلى منصب عالي.

## قائمة الأُمراء الحُمَيديين
| القائمة                  | القائمة                             | القائمة                    | القائمة |
| الإمارة الخالدية الأولى  | الإمارة الخالدية الأولى             | الإمارة الخالدية الأولى    | الإمارة الخالدية الأولى |
| #                        | الأمير                              | فترة الحُكم                 | نُبذة |
| ------------------------ | ----------------------------------- | -------------------------- | --- |
| 1                        | برَّاك بن غُرَيْر                        | 1079 - 1093هـ 1669 - 1683م | أوّلُ أمير خالدي من آل حُميد يحكمُ الأحساء حكمًا عربيًّا مباشرًا بعد استسلام الحامية العُثمانية له وأتخذ المبرّز عاصمةً للدولة وبنى قصرًا ومسجدًا باسمه. |
| 2                        | مُحمَّد بن غُرَيْر                        | 1093 - 1102هـ 1683 - 1691م | تعرضت الدولة في عهده للجراد والطاعون واستطاعَ توسيعَ نفوذ الإمارة وتثبيت أركانها السِّياسية وتُنسب له السُّلالة المُحمَّديّة. |
| 3                        | ثُنيَّان بن برَّاك                       | 1102هـ 1691م               | حكمَ مُدة عامٍ واحدٍ فقط مُحاولًا توسعة نُفوذ الإمارة لكنه قُتل في إحدى غزواته. |
| 4                        | سَعْدون بن مُحمَّد                       | 1102 - 1135هـ 1691 - 1723م | تنعمت الإمارة بأمانٍ واستقرار في عهده ويعد بعض من المؤرخين فترة حُكم سعدون عصرًا ذهبيًا للإمارة وكان له نفوذًا قويًا في منطقةِ نجد وكانت له مدفعية يستخدمها لضرب المُدن وفي عهدهِ استوطنَ العُتوب منطقة الكُوَيت ووفرَ لهم الحماية.                                     |
| 5                        | عليّ بن مُحمَّد                         | 1135 - 1148هـ 1723 - 1736م | تنازعَ مع أبناء أخيه على السُّلطة لينتهي الأمر في استيلائه على السُّلطة وشكلَ تحالفٌ عسكريًا مع شريف مكة ضد قبيلة الظّفير. |
| 6                        | سُلَيمان بن مُحمَّد                      | 1148 - 1165هـ 1736 - 1752م | وصلت الإمارة في عهده إلى أقصى اتساعٍ جغرافي لتصل إلى حدود العِراق والشّام واشتهر في حادثته مع الإمام مُحمّد بن عبد الوّهاب فقد كان مُعاديًا لدعوته وأمر بطرده من العيينة.                                                                                         |
| 7                        | عُرَيْعر بن دُجَين                       | 1165 - 1188هـ 1752 - 1774م | استطاع تثبيت أركان الدولة بعد نزاعاتٍ داخلية واشتهر بكونه من الأمراء الذين حاربوا دعوة محمد بن عبد الوهاب وإمارة الدّرعية حيثُ خاضَ ثلاث حملاتٍ كُبرى ضد الدّرعية واستعان بقلة من المُساعدات من قبائل نجد ونجران ولكن حملاته بائت بالفشل وتُنسب له سلالة آل عريعر. |
| 8                        | بِطين بن عُرَيْعر                       | 1188هـ 1774م               | حكمَ الإمارة لأقل من سنة وتراجع عن مُحاربة الدّرعية ومات مخنوقًا من إخوانه. |
| 9                        | دُجَين بن عُرَيْعر                       | 1188هـ 1774م               | حكمَ الإمارة لأقل من سنة ومات مسمومًا ويُعتَقد أن أخاه سعدون هو الذي سمَّه. |
| 10                       | سَعْدون بن عُرَيْعر                      | 1188 - 1200هـ 1774 - 1785م | خلال حُكمه تعرضت الدولة لخسائر جغرافية كبيرة وحاولَ استرداد قوة الدولة ولكنه فشل وفرَّ إلى الدّرعية بعد انقلاب خاله عبد المحسن واخوته بمساعدة قبيلة المنتفق على حُكمه.                                                                                          |
| 11                       | دُوَيْحِس بن عُرَيْعر و عبد المحسن السِّرداح | 1200 - 1204هـ 1785 - 1789م | خاضوا معارك عديدة مع الوَّهابيين ولكنهم هُزموا في إحدى المعارك مما أدى إلى فرارهم وفي عهدهم حدثت اضطرابات أدت إلى تقسيم الدولة إلى جزئين. |
| 12                       | زَيد بن عُرَيْعر                        | 1204 - 1208هـ 1789 - 1792م | استطاع أن يجمع وحدة بني خالد وأن يقاومَ غزو الوّهابيين للأحساء ولكنه فشل ودخلَ برّاك بن عبد المحسن والموالين له المبرّز ونصبَ نفسه أميرًا على بني خالد فغادرَ زيد إلى العراق.                                                                                     |
| 13                       | برَّاك بن عبد المحسن السِّرداح          | 1208 - 1211هـ 1792 - 1796م | بعد وصولِ الجيوش الوَّهابيّة إلى أبواب مُدن الأحساء هربَ برّاك من المبرّز وقيلَ أنه قُتل في إحدى غارات الوهابيين ويُعدُّ آخر الأمراء الخوالد من آل حُميد. |
| الإمارة الخالدية الثانية |                                     |                            | |
| #                        | الأمير                              | فترة الحُكم                 | نُبذة |
| 1                        | ماجد بن عُرَيعر                       | 1245 - 1234هـ 1819 - 1830م | تولى الإمارة في منطقة الأحساء سنة 1820 بعد خروج الجيش المصري منها، وتولى أخيه محمد الإمارة في منطقة القطيف، وأستمر حكمهما في المنطقة ما يقارب 10 سنوات، كانت نهايته ونهاية أخيه في معركة السبية عندما واجه آل سعود وقُتل في المعركة.                       |

### هوامش
- أ: في بعض المراجع يُشار للأسرة بتسمية آل عُريعر نسبةً للأمير عريعر بن دجين بسبب شهرته ويطلقونها على مُعظم أُمراء آل حُميد سواء من أجداده أو ذريته.[9]
- ب: يُسمَى أيضًا سعدون في بعض المراجع.[10]

### فهرس المراجع
1. ↑  عريعر (2021)، ص. 9.
2. ↑  عريعر (2021)، ص. 8.
3. 1 2  الخالدي (2010)، ص. 98.
4. ↑  الوهبي (1989)، ص. 352.
5. ↑  تابسيل (2011)، ج. 1، ص. 101.
6. ↑  الخالدي (2010)، ص. 153.
7. ↑  الوهبي (1989)، ص. 110-111.
8. ↑  الخالدي (2010)، ص. 227.
9. ↑  الوهبي (1989)، ص. 359.
10. ↑  الصيخان (2019)، ص. 27.

### بيانات المراجع المُفصَّلة
الكتب مُرتَّبة حسب تاريخ النَّشر
- عبد الكريم بن عبد الله المنيف الوهبي (1989)، بنو خالد وعلاقتهم بنجد: 1080-1208هـ/1669-1794م (ط. 1)، الرياض: دار ثقيف للنشر والتأليف، LCCN:90965812، OCLC:4770620295، OL:18402069M، QID:Q115756960
- محمد يوسف الخالدي (2010)، قبيلة بني خالد في الجزيرة العربية: دراسة تاريخية عن ذرية خالد بن الوليد المخزومي (ط. 1)، بيروت: الدار العربية للموسوعات، LCCN:2010322892، OCLC:525242376، OL:25075738M، QID:Q116257101
- ر. ف. تابسيل (2011). معجم الدول والأسر الحاكمة في العالم عبر العصور. ترجمة: أحمد عبد الباسط حسن. مراجعة: إسحق عبيد (ط. 1). القاهرة: المركز القومي للترجمة. ISBN:978-977-704-537-7. OCLC:1158807226. QID:Q118367756.
- علي بن سالم الصيخان (2019). الحياة العلمية في الأحساء في عهد إمارة بني خالد: 1080-1208هـ/1669-1793م (ط. 1). بيروت: دار الرياحين. ISBN:978-1-234-56789-9. OCLC:1125270295. QID:Q119807334. {{استشهاد بكتاب}}: تأكد من صحة |isbn= القيمة: checksum (مساعدة)
- بندر بن عبد المحسن بن فيصل آل مشاري آل عريعر (2021). آل حميد وإمارة آل عريعر: بيت الإمارة في بنو خالد (ط. 1). الكويت: مركز طروس للنشر والتوزيع. ISBN:978-1-952931-74-1. LCCN:2022352812. OCLC:1353790536. QID:Q120449836.

## وصلاتٌ خارجيةٌ
| آل حميد (أسرة) |                                      |              |
| سبقه آل عُثمان  | الأسر الحاكمة في الأحساء 1669 - 1796 | تبعه آل سعود |